# Mistrovství světa juniorů v ledním hokeji 2013
Mistrovství světa juniorů v ledním hokeji 2013 se konalo od 26. prosince 2012 do 5. ledna 2013 v ruském městě Ufa.

## Stadiony
| Ufa                                 | Ufa                                    |
| ----------------------------------- | -------------------------------------- |
| Ufa Arena Kapacita: 7 950 17 zápasů | Palác sportu Kapacita: 3 900 14 zápasů |
|                                     |                                        |

## Herní systém
Ve dvou základních skupinách si zahrálo vždy pět týmů každý s každým. Vítězství se počítalo za tři body, v případě nerozhodného výsledku si oba týmy připsaly bod a následovalo 5 min. prodloužení a samostatné nájezdy. Tato kritéria rozhodovala o držiteli bonusového bodu.
Vítězové základních skupin postoupili přímo do semifinále, druhý a třetí tým ze skupiny sehrály čtvrtfinálový zápas. Čtvrté a páté týmy z obou skupin se utkaly ve skupině o udržení, ze které sestoupil nejhorší celek. Také se hrály zápasy o páté a třetí místo, ve kterých se střetli poražení z play-off.
V play-off se v případě nerozhodného výsledku prodlužovalo deset minut (ve finále dvacet), případně následovala trestná střílení.

## Základní skupiny

### Skupina A

#### Tabulka
| Tým          | Švédsko | Česko | Švýcarsko | Finsko | Lotyšsko |  | Z | V | VP | PP | P | Skóre   | Body |
| ------------ | ------- | ----- | --------- | ------ | -------- |  | - | - | -- | -- | - | ------- | ---- |
| 1. Švédsko   | xxx     | 4–1   | 3–2 n     | 7–4    | 5–1      |  | 4 | 3 | 1  | 0  | 0 | 19 – 8  | 11   |
| 2. Česko     | 1–4     | xxx   | 4–3 p     | 3–1    | 4–2      |  | 4 | 2 | 1  | 0  | 1 | 12 – 10 | 8    |
| 3. Švýcarsko | 2–3 n   | 3–4 p | xxx       | 4–5 n  | 7–2      |  | 4 | 1 | 0  | 3  | 0 | 16 – 14 | 6    |
| 4. Finsko    | 4–7     | 1–3   | 5–4 n     | xxx    | 5–1      |  | 4 | 1 | 1  | 0  | 2 | 15 – 15 | 5    |
| 5. Lotyšsko  | 1–5     | 2–4   | 2–7       | 1–5    | xxx      |  | 4 | 0 | 0  | 0  | 4 | 6 – 21  | 0    |

#### Zápasy
| 26. prosince 2012 08:30 h SEČ | Lotyšsko | 1 – 5 (1-3, 0-2, 0-0) | Finsko | Palác sportu Návštěva: 1 457 |  |

| Zpráva |

| 26. prosince 2012 13:00 h SEČ | Česko | 1 – 4 (0-2, 0-1, 1-1) | Švédsko | Palác sportu Návštěva: 1 921 |  |

| Zpráva |

| 27. prosince 2012 13:00 h SEČ | Švýcarsko | 7 – 2 (2-1, 3-1, 2-0) | Lotyšsko | Palác sportu Návštěva: 1 135 |  |

| Zpráva |

| 28. prosince 2012 08:30 h SEČ | Finsko | 1 – 3 (0-2, 1-0, 0-1) | Česko | Palác sportu Návštěva: 2543 |  |

| Zpráva |

| 28. prosince 2012 13:00 h SEČ | Švédsko | 3 – 2 sn (0-1, 1-1, 1-0 + 0-0, 1-0) | Švýcarsko | Palác sportu Návštěva: 2 359 |  |

| Zpráva |

| 29. prosince 2012 13:00 h SEČ | Lotyšsko | 1 – 5 (0-1, 1-1, 0-3) | Švédsko | Palác sportu Návštěva: 1856 |  |

| Zpráva |

| 30. prosince 2012 08:30 h SEČ | Finsko | 5 – 4 sn (0-2, 2-0, 2-2 + 0-0, 1-0) | Švýcarsko | Palác sportu Návštěva: 2 354 |  |

| Zpráva |

| 30. prosince 2012 13:00 h SEČ | Česko | 4 – 2 (1-1, 1-0, 2-1) | Lotyšsko | Palác sportu Návštěva: 1 756 |  |

| Zpráva |

| 31. prosince 2012 08:30 h SEČ | Švýcarsko | 3 – 4 pp (1-1, 0-2, 2-0 + 0-1) | Česko | Palác sportu Návštěva: 1 754 |  |

| Zpráva |

| 31. prosince 2012 13:00 h SEČ | Švédsko | 7 – 4 (3-1, 2-2, 2-1) | Finsko | Palác sportu Návštěva: 1543 |  |

| Zpráva |

### Skupina B

#### Tabulka
| Tým          | Kanada | Rusko | USA | Slovensko | Německo |  | Z | V | VP | PP | P | Skóre   | Body |
| ------------ | ------ | ----- | --- | --------- | ------- |  | - | - | -- | -- | - | ------- | ---- |
| 1. Kanada    | xxx    | 4–1   | 2–1 | 6–3       | 9–3     |  | 4 | 4 | 0  | 0  | 0 | 21 – 8  | 12   |
| 2. Rusko     | 1–4    | xxx   | 2–1 | 3–2 p     | 7–0     |  | 4 | 2 | 1  | 0  | 1 | 13 – 7  | 8    |
| 3. USA       | 1–2    | 1–2   | xxx | 9–3       | 8–0     |  | 4 | 2 | 0  | 0  | 2 | 19 – 7  | 6    |
| 4. Slovensko | 3–6    | 2–3 p | 3–9 | xxx       | 2–1 p   |  | 4 | 0 | 1  | 1  | 2 | 12 – 20 | 3    |
| 5. Německo   | 3–9    | 0–7   | 0–8 | 1–2 p     | xxx     |  | 4 | 0 | 0  | 1  | 3 | 5 – 28  | 1    |

#### Zápasy
| 26. prosince 2012 10:30 h SEČ | Německo | 3 – 9 (1-2, 2-5, 0-2) | Kanada | Ufa Arena Návštěva: 3 618 |  |

| Zpráva |

| 26. prosince 2012 15:00 h SEČ | Slovensko | 2 – 3 pp (0-1, 1-1, 1-0 + 0-1) | Rusko | Ufa Arena Návštěva: 6 221 |  |

| Zpráva |

| 27. prosince 2012 15:00 h SEČ | USA | 8 – 0 (3-0, 3-0, 2-0) | Německo | Ufa Arena Návštěva: 1 378 |  |

| Zpráva |

| 28. prosince 2012 10:30 h SEČ | Kanada | 6 – 3 (0-2, 4-1, 2-0) | Slovensko | Ufa Arena Návštěva: 2 818 |  |

| Zpráva |

| 28. prosince 2012 15:00 h SEČ | Rusko | 2 – 1 (1-0, 0-1, 1-0) | USA | Ufa Arena Návštěva: 7 620 |  |

| Zpráva |

| 29. prosince 2012 15:00 h SEČ | Německo | 0 – 7 (0-3, 0-1, 0-3) | Rusko | Ufa Arena Návštěva: 7025 |  |

| Zpráva |

| 30. prosince 2012 10:30 h SEČ | Kanada | 2 – 1 (2-0, 0-0, 0-1) | USA | Ufa Arena Návštěva: 6 985 |  |

| Zpráva |

| 30. prosince 2012 15:00 h SEČ | Slovensko | 2 – 1 pp (0-0, 0-1, 1-0 + 1:0) | Německo | Ufa Arena Návštěva: 1 578 |  |

| Zpráva |

| 31. prosince 2012 11:00 h SEČ | USA | 9 – 3 (5-2, 3-0, 1-1) | Slovensko | Ufa Arena Návštěva: 2 160 |  |

| Zpráva |

| 31. prosince 2012 15:00 h SEČ | Rusko | 1 – 4 (1-2, 0-1, 0-1) | Kanada | Ufa Arena Návštěva: 7 988 |  |

| Zpráva |

## Skupina o udržení
Poznámka: Zápasy Finsko – Lotyšsko 5 – 1 a Slovensko – Nemecko 2 – 1 po prodloužení byli započteny ze základní skupiny.
| Tím          | Finsko | Slovensko | Německo | Lotyšsko |  | Z | V | VP | PP | P | Skóre   | Body |
| ------------ | ------ | --------- | ------- | -------- |  | - | - | -- | -- | - | ------- | ---- |
| 1. Finsko    | xxx    | 11–4      | 8–0     | 5–1      |  | 3 | 3 | 0  | 0  | 0 | 24 – 5  | 9    |
| 2. Slovensko | 4–11   | xxx       | 2–1 p   | 5–3      |  | 3 | 1 | 1  | 0  | 1 | 11 – 15 | 5    |
| 3. Německo   | 0–8    | 1–2 p     | xxx     | 5–2      |  | 3 | 0 | 0  | 1  | 1 | 6 – 12  | 4    |
| 4. Lotyšsko  | 1–5    | 3–5       | 2–5     | xxx      |  | 3 | 0 | 0  | 0  | 3 | 6 – 15  | 0    |

| 2. ledna 2013 12:00 h SEČ | Finsko | 8 – 0 (1-0, 2-0, 5-0) | Německo | Palác sportu Návštěva: 1 308 |  |

| Zpráva |

| 3. ledna 2013 12:00 h SEČ | Slovensko | 5 – 3 (1-1, 2-0, 2-2) | Lotyšsko | Palác sportu Návštěva: 1457 |  |

| Zpráva |

| 4. ledna 2013 10:00 h SEČ | Německo | 5 – 2 (0-1, 3-0, 2-1) | Lotyšsko | Palác sportu Návštěva: 1 382 |  |

| Zpráva |

| 4. ledna 2013 14:00 h SEČ | Finsko | 11 – 4 (3-0, 4-3, 4-1) | Slovensko | Palác sportu Návštěva: 1 352 |  |

| Zpráva |

## Play off

### Čtvrtfinále
| 2. ledna 2013 10:00 h SEČ | Česko | 0 – 7 (0-1, 0-5, 0-1) | USA | Ufa Arena Návštěva: 3 247 |  |

| Zpráva |

| 2. ledna 2013 14:00 h SEČ | Rusko | 4 – 3 sn (1-1, 1-1, 1-1 + 0-0, 1-0) | Švýcarsko | Ufa Arena Návštěva: 7 530 |  |

| Zpráva |

### Semifinále
| 3. ledna 2013 10:00 h SEČ | Kanada | 1 – 5 (0-2, 0-2, 1-2) | USA | Ufa Arena Návštěva: 4 781 |  |

| Zpráva |

| 3. ledna 2013 14:00 h SEČ | Švédsko | 3 – 2 sn (2-0, 0-1, 0-1 + 0-0, 1-0) | Rusko | Ufa Arena Návštěva: 7 698 |  |

| Zpráva |

### O 5. místo
| 4. ledna 2013 14:00 h SEČ | Česko | 4 – 3 (1-0, 2-2, 1-1) | Švýcarsko | Ufa Arena Návštěva: 1 733 |  |

| Zpráva |

### O 3. místo
| 5. ledna 2013 10:00 h SEČ | Kanada | 5 – 6 pp (2-3, 2-1, 1-1 + 0-1) | Rusko | Ufa Arena Návštěva: 7 617 |  |

| Zpráva |

### Finále
| 5. ledna 2013 14:00 h SEČ | Švédsko | 1 – 3 (0-0, 1-2, 0-1 ) | USA | Ufa Arena Návštěva: 6 001 |  |

| Zpráva |

## Statistiky

### Tabulka produktivity
| Poř. | Hráč                | Stát      | Z | G | A  | B  |
| ---- | ------------------- | --------- | - | - | -- | -- |
| 1    | Ryan Nugent-Hopkins | Kanada    | 6 | 4 | 11 | 15 |
| 2    | Joel Armia          | Finsko    | 6 | 6 | 6  | 12 |
| 3    | Markus Granlund     | Finsko    | 6 | 5 | 7  | 12 |
| 4    | Teuvo Teravainen    | Finsko    | 6 | 5 | 6  | 11 |
| 5    | John Gaudreau       | USA       | 7 | 7 | 2  | 9  |
| 6    | Marko Daňo          | Slovensko | 6 | 4 | 5  | 9  |
| 7    | Jacob Trouba        | USA       | 7 | 4 | 5  | 9  |
| 8    | Jonathan Huberdeau  | Kanada    | 6 | 3 | 6  | 9  |
| 9    | JT Miller           | USA       | 7 | 2 | 7  | 9  |
| 10   | Mark Scheifele      | Rusko     | 6 | 5 | 3  | 8  |

### Úspěšnost brankářů
(odchytáno minimálně 40% minut svého týmu)
| Poř. | Hráč               | Země      | Min.   | IG | Pr. G/Z | % úsp. zák. | Čistá konta |
| ---- | ------------------ | --------- | ------ | -- | ------- | ----------- | ----------- |
| 1    | John Gibson        | USA       | 398:07 | 9  | 1.36    | 95.54       | 1           |
| 2    | Andrej Vasilevskij | Rusko     | 264:50 | 8  | 1.81    | 95.00       | 1           |
| 3    | Niklas Lundstrom   | Švédsko   | 224:25 | 6  | 1.60    | 94.39       | 0           |
| 4    | Andrej Makarov     | Rusko     | 180:31 | 9  | 2.99    | 93.28       | 0           |
| 5    | Melvin Niffeler    | Švýcarsko | 261:39 | 16 | 3.67    | 90.24       | 0           |

### Turnajová ocenění
|                            | Brankář                           | Obránce      | Obránce      | Útočníci            | Útočníci            | Útočníci            |
| -------------------------- | --------------------------------- | ------------ | ------------ | ------------------- | ------------------- | ------------------- |
| Ceny direktoriátu IIHF     | John Gibson (Nejužitečnější hráč) | Jacob Trouba | Jacob Trouba | Ryan Nugent-Hopkins | Ryan Nugent-Hopkins | Ryan Nugent-Hopkins |
| All-Star Tým (podle médií) | John Gibson                       | Jacob Trouba | Jake McCabe  | Ryan Nugent-Hopkins | Filip Forsberg      | John Gaudreau       |

## Medailisté
USA 
Brankáři: John Gibson, Jon Gillies, Garret Sparks 

Obránci: Shayne Gostisbehere, Seth Jones, Jake McCabe, Connor Murphy, Mike Reilly, Pat Seiloff, Jacob Trouba 

Útočníci: Cole Bardreau, Riley Barber, Tyler Biggs, Alex Galchenyuk, Johnny Gaudreau, Rocco Grimaldi, Ryan Hartman, Sean Kuraly, Mario Lucia, JT Miller, Blake Pietila, Vincent Trocheck, Jim Vesey.

Hlavní trenér: Phil Housley.
 Švédsko 
Brankáři: Joel Lassinantti, Niklas Lundström, Oscar Dansk 

Obránci: Linus Arnesson, Rasmus Bengtsson, Christian Djoos, Emil Djuse, Robert Hägg, Tom Nilsson, Mikael Wikstrand 

Útočníci: Viktor Arvidsson, Jeremy Boyce, Sebastian Collberg, Jacob de la Rose, Filip Forsberg, William Karlsson, Elias Lindholm, Emil Molin, Rickard Rakell, Victor Rask, Filip Sandberg, Nick Sörensen, Alexander Wennberg.

Hlavní trenér: Roger Rönnberg.
 Rusko 
Brankáři: Andrej Makarov, Igor Ustinskij, Andrej Vasilevskij 

Obránci: Kyrill Djakov, Jaroslav Dyblenko, Pavel Koledov, Andrej Mironov, Nikita Něstěrov, Arťom Sergejev, Albert Jarulin 

Útočníci: Michail Grigorenko, Kyrill Kapustin, Alexandr Chochlačov, Jaroslav Kosov, Nikita Kučerov, Jevgenij Mozer, Valerij Ničuškin, Maxim Šalunov, Andrej Sigarjov, Anton Slepyšev, Vladimir Tkačov, Nail Jakupov, Daniil Žarkov.

Hlaviní trenér: Michail Varnakov.

## I. divize
Skupina A se hrála od 9. do 15. prosince 2012 v Amiens ve Francii, skupina B od 10. do 16. prosince 2012 v Doněcku na Ukrajině.

### Skupina A
| Tým          | Z | V | VP | PP | P | VG | IG | B  |
| ------------ | - | - | -- | -- | - | -- | -- | -- |
| 1. Norsko    | 5 | 4 | 1  | 0  | 0 | 19 | 7  | 14 |
| 2. Bělorusko | 5 | 4 | 0  | 0  | 1 | 21 | 10 | 12 |
| 3. Dánsko    | 5 | 3 | 0  | 1  | 1 | 20 | 15 | 10 |
| 4. Slovinsko | 5 | 1 | 1  | 0  | 3 | 13 | 14 | 5  |
| 5. Rakousko  | 5 | 1 | 0  | 1  | 3 | 13 | 21 | 4  |
| 6. Francie   | 5 | 0 | 0  | 0  | 5 | 9  | 28 | 0  |

| postup do elitní skupiny | sestup do skupiny B I. divize |

### Skupina B
| Tým               | Z | V | VP | PP | P | VG | IG | B  |
| ----------------- | - | - | -- | -- | - | -- | -- | -- |
| 1. Polsko         | 5 | 4 | 0  | 0  | 1 | 20 | 9  | 12 |
| 2. Kazachstán     | 5 | 3 | 1  | 0  | 1 | 16 | 9  | 12 |
| 3. Itálie         | 5 | 3 | 0  | 0  | 2 | 15 | 6  | 9  |
| 4. Ukrajina       | 5 | 2 | 1  | 1  | 1 | 8  | 7  | 9  |
| 5. Velká Británie | 5 | 1 | 0  | 1  | 3 | 8  | 18 | 3  |
| 6. Chorvatsko     | 5 | 0 | 0  | 0  | 5 | 1  | 19 | 0  |

| postup do skupiny A I. divize | sestup do skupiny A II. divize |

## II. divize
Skupina A se hrála od 9. do 15. prosince 2012 v Brašově v Rumunsku, skupina B od 12. do 18. prosince 2012 v Bělehradě v Srbsku.

### Skupina A
| Tým           | Z | V | VP | PP | P | VG | IG | B  |
| ------------- | - | - | -- | -- | - | -- | -- | -- |
| 1. Japonsko   | 5 | 5 | 0  | 0  | 0 | 31 | 8  | 15 |
| 2. Maďarsko   | 5 | 3 | 1  | 0  | 1 | 22 | 16 | 11 |
| 3. Rumunsko   | 5 | 3 | 0  | 0  | 2 | 18 | 19 | 9  |
| 4. Nizozemsko | 5 | 2 | 0  | 1  | 2 | 17 | 23 | 7  |
| 5. Litva      | 5 | 1 | 0  | 0  | 4 | 14 | 19 | 3  |
| 6. Španělsko  | 5 | 0 | 0  | 0  | 5 | 12 | 29 | 0  |

| postup do skupiny B I. divize | sestup do skupiny B II. divize |

### Skupina B
| Tým            | Z | V | VP | PP | P | VG | IG | B  |
| -------------- | - | - | -- | -- | - | -- | -- | -- |
| 1. Estonsko    | 5 | 5 | 0  | 0  | 0 | 62 | 6  | 15 |
| 2. Jižní Korea | 5 | 4 | 0  | 0  | 1 | 23 | 14 | 12 |
| 3. Srbsko      | 5 | 2 | 0  | 0  | 3 | 17 | 21 | 6  |
| 4. Austrálie   | 5 | 2 | 0  | 0  | 3 | 12 | 22 | 6  |
| 5. Island      | 5 | 2 | 0  | 0  | 3 | 12 | 29 | 6  |
| 6. Belgie      | 5 | 0 | 0  | 0  | 5 | 13 | 47 | 0  |

| postup do skupiny A II. divize | sestup do III. divize |

## III. divize
Divize se hrála od 14. do 20. ledna 2013 v Sofii v Bulharsku.
| Tým                     | Z | V | VP | PP | P | VG | IG | B  |
| ----------------------- | - | - | -- | -- | - | -- | -- | -- |
| Čína                    | 5 | 5 | 0  | 0  | 0 | 32 | 6  | 15 |
| Bulharsko               | 5 | 4 | 0  | 0  | 1 | 19 | 14 | 12 |
| Nový Zéland             | 5 | 3 | 0  | 0  | 2 | 13 | 12 | 9  |
| Mexiko                  | 5 | 2 | 0  | 0  | 3 | 18 | 12 | 6  |
| Turecko                 | 5 | 1 | 0  | 0  | 4 | 15 | 28 | 3  |
| Spojené arabské emiráty | 5 | 0 | 0  | 0  | 5 | 0  | 25 | 0  |

- Spojené arabské emiráty byly vyloučeny, neboť nesehnaly minimální počet 15 hráčů. Ostatním týmům byly započítány kontumační výhry 5:0.

| postup do skupiny B II. divize |